# Subiaco Oval
Subiaco Oval (IPA: /suːbiˈækoʊ/), familiarmente chiamato Subi, fu un impianto sportivo multifunzione di Subiaco, sobborgo di Perth, capitale dell'Australia Occidentale.
Fu costruito tra il 1907 e il 1908, anno della sua inaugurazione, e fu dedito principalmente al football australiano anche se ospitò altri sport di squadra, in particolare rugby e calcio.
Tra le manifestazioni di rilievo ivi aventi avuto luogo figura la Coppa del Mondo di rugby 2003 organizzata dall'Australia.
Dichiarato monumento storico nel 2019, vide la sua ultima partita nel 2017 e a luglio 2019 iniziarono i lavori di demolizione delle sue tribune.
Il terreno di gioco in erba è stato lasciato intatto e successivamente annesso a un complesso scolastico di nuova costruzione e reso disponibile al pubblico.
Lo stadio era capace di circa 43000 posti ed era di proprietà del consiglio comunale della città di Subiaco.

## Storia
Lo stadio fu edificato su un'area di proprietà comunale nota all'epoca come Mueller Park, intitolata al botanico tedesco Ferdinand von Mueller che visse gran parte della sua vita in Australia.
I lavori per la costruzione dell'impianto iniziarono nel 1907 e costarono circa 2000 £ dell'epoca; l'inaugurazione avvenne il 9 maggio 1908 con un incontro di football australiano tra East Perth e Subiaco.
I primi lavori di radicale riammodernamento dell'impianto risalgono al 1969: il 31 agosto di quell'anno, infatti, fu inaugurata una nuova tribuna su tre gradinate sovrapposte, chiamata Simons-Orr-Hill dai nomi di Jack Simons, Wallace Orr e R.W. Hill, tre importanti figure della Western Australia Football League.
Il 26 agosto 1981 fu inaugurata una nuova tribuna a doppia gradinata costata 4000000 AUD, adiacente a quella aperta 12 anni prima.
Una serie di lavori che coprì un arco di quattro anni tra i 1995 e il 1999 vide dapprima la costruzione di una nuova tribuna sul fronte opposto di gioco, che portò la capacità dello stadio a 44000 spettatori.
Il 14 maggio 1995, alla presenza dell'allora primo ministro Paul Keating, l'impianto così ristrutturato aprì ufficialmente al pubblico.
Due anni più tardi furono installati i tralicci per l'illuminazione notturna e nel 1999 i lavori terminarono con la definitiva trasformazione di Subiaco Oval in uno stadio completamente coperto e con ogni ordine di posto a sedere, dalla capacità totale di 43500 spettatori.
Il progetto di tale rinnovamento fu firmato dagli architetti Peter Hunt e Daryl Jackson e realizzato, sia per la parte ingegneristica che costruttiva, da BPA Engineering a un costo totale di circa 54000000 AUD (circa 15 milioni per la tribuna del 1995, 4 per l'illuminazione e 35 milioni per la trasformazione in impianto senza posti in piedi).
Nel 2002 l'Australia ricevette l'investitura all'organizzazione della Coppa del Mondo di rugby 2003, e Subiaco Oval fu tra le sedi prescelte, unica sulla costa occidentale del Paese.
Nel corso della manifestazione ospitò cinque incontri della fase a gironi, tra cui il big match tra Sudafrica e Inghilterra, vinto 25-6 dai britannici che nel prosieguo della competizione giunsero fino alla finale e si laurearono campioni del mondo.

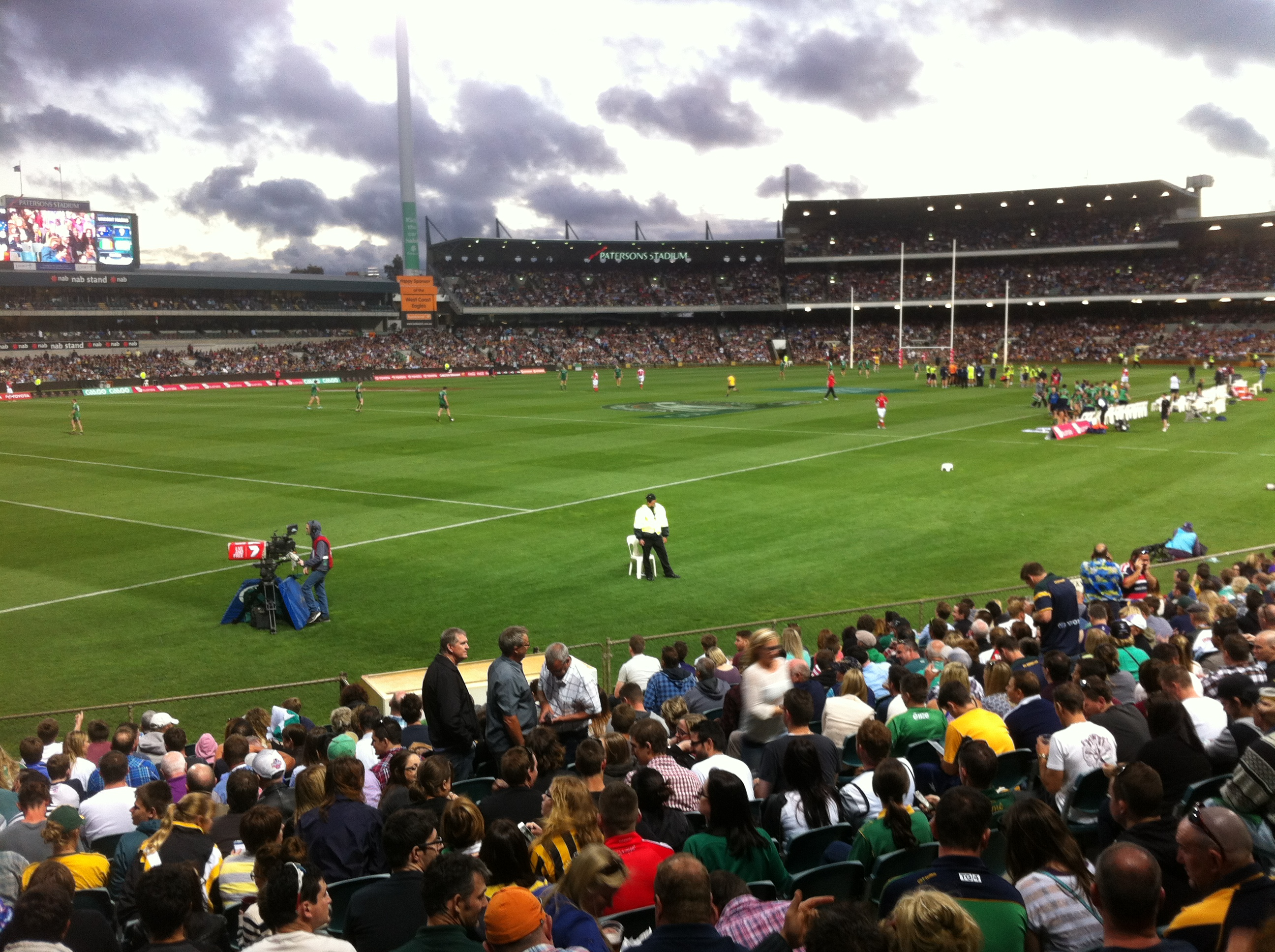
Incontro di International Rules football tra Australia e Irlanda, 2014

Il 29 marzo 2005 la nazionale australiana di calcio ospitò al Subiaco Oval l'Indonesia per un'amichevole di beneficenza a sostegno delle vittime dello tsunami del dicembre precedente nell'Oceano Indiano; i Socceroos vinsero 3-0 davanti a 13719 spettatori.
Nel 2006, con la nascita della franchise di rugby a 15 del Western Force, Subiaco Oval fu lo stadio scelto per le gare interne di Super 12 della neonata formazione che ivi fu ospitata per quattro stagioni, fino alla migrazione nel 2010 al Perth Oval.
Nel 2010 l'Australian Football League, concessionaria dell'impianto, cedette i diritti di naming alla società di investimenti Patersons Securing; l'accordo provocò polemiche da parte di alcuni membri del consiglio municipale di Subiaco che già sette anni prima si erano opposti alla sponsorizzazione da parte della catena di vendite al telefono Crazy John's; tuttavia le opposizioni furono superate dal fatto che il corrispettivo economico (3400000 AUD per tutta la durata dell'accordo) sarebbe servito per lo sviluppo della disciplina di base in Australia Occidentale.
Quando l'accordo terminò, nel 2015, a Paterson subentrò l'immobiliare Domain.
A tale data, tuttavia, l'impianto era ormai considerato superato in quanto vecchio di oltre un secolo, e nacque l'esigenza di una nuova struttura, in quanto l'Oval non era più ristrutturabile a costi sostenibili.
Fu quindi messo in cantiere il Perth Stadium la cui costruzione fu ultimata nel 2017.
Il 24 agosto di quell'anno fu disputata l'ultima partita di club mentre il 18 novembre successivo si tenne un incontro di International Rules (incrocio di football australiano e calcio gaelico) tra la nazionale di casa e l'Irlanda, con cui lo stadio venne ufficialmente chiuso.
Il consiglio comunale di Subiaco annunciò quindi la costruzione di una scuola secondaria e superiore su parte dell'area su cui sorgevano le tribune e il parcheggio dello stadio, lasciando il resto dell'area libero per abitazioni civili.
Quanto al prato, esso sarebbe stato incorporato alla scuola e messo a disposizione anche della collettività.
I lavori di demolizione delle tribune iniziarono a luglio 2019 e lasciarono intatto solo l'ingresso principale e i tornelli, dichiarati sito di interesse storico; il 4 giugno 2020 il prato dell'Oval riaprì al pubblico: delle vecchie strutture rimangono solo 250 sedili delle tribune originali in legno e i pali del campo da gioco.

### Usi non sportivi
Lo stadio fu anche, per quasi mezzo secolo, sede di numerosi concerti: tra quelli degli artisti di maggior richiamo, figura la prima esibizione di sempre di Elton John in Australia, il 17 ottobre 1971; l'ultimo concerto che ivi si tenne, il 28 febbraio 2017, fu anche quello che registrò il record assoluto di spettatori dell'impianto: 65000 paganti assistettero infatti alla prima tappa australiana del tour live 2016 della cantante britannica Adele.

## Incontri internazionali di rilievo

### Calcio
| Arbitro: | Hirofumi Yamanishi |

|                              |           |  |
| Milicić 24’, 57’ Zdrilić 85’ | Marcatori |  |

### Rugby a 15
| Arbitro: | Peter Marshall |

|               |      |                             |
|               | mt   | 63’ W. Greenwood            |
|               | tr   | 63’ Wilkinson               |
| Koen 17’, 39’ | c.p. | 3’, 28’, 44’, 50’ Wilkinson |
|               | drop | 66’, 74’ Wilkinson          |